# Björn Fagerlind
Björn Lennart Fagerlind, född 4 oktober 1950 i Göteborg, är en svensk sportjournalist, bosatt i Stockholm. Fagerlind  började 1992 kommentera alpina tävlingar tillsammans med Stig Strand i Sveriges Television. Han var även nyhetschef på SVT Sport.
Fagerlind gjorde sin olympiska debut 1984, i den då jugoslaviska staden Sarajevo och å Sveriges Radios räkning. Denna radiogärning upprepade Fagerlind i Calgary 1988. I december 1985 hade han debuterat som kommentator för alpina tävlingar. År 1989 lämnade Fagerlind SR och övergick till televisionsmediet.
Under OS i franska Albertville 1992 skolades Fagerlind in som ersättare för Sven "Plex" Petterson som SVT:s alpine kommentator. Plex kommenterade männens tävlingar i Val d'Isere, medan Fagerlind kommenterade kvinnornas i Meribel. Stig Strand åkte mellan orterna och agerade expert åt båda.
Därefter kommenterade Fagerlind i par med Stig Strand alpin skidåkning för båda könen för SVT:s räkning till 2014. Parallellt började Fagerlind från 2011 också kommentera tillsammans med Pernilla Wiberg. Efter vintersäsongen 2020/2021 avslutade Fagerlind sin roll som alpin kommentator för SVT, för att som 70-åring gå i pension.
Under sina 30 år på SVT kommenterade Björn Fagerlind 24 av de 26 medaljer som Wiberg och Anja Pärson kom att ta i VM och OS. Hans kommentatorstil präglades av lättsamhet parad med faktakunskaper.